# 2165 Янг
2165 Янг (2165 Young) — астероїд головного поясу, відкритий 7 вересня 1956 року.
Тіссеранів параметр щодо Юпітера — 3,190.
Названо на честь американського астронома Чарльза Огастеса Янга (англ. Charles Augustus Young, 1834 — 1908).